# ドブロリョート (航空会社)
ドブロリョート（ロシア語 Добролёт  ;  英語 Dobrolet）は、モスクワに本社を置くロシアの格安航空会社で、2014年6月11日からの運行開始を予定している。

## 概要

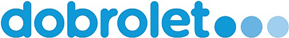
英字でのロゴ

2013年10月、アエロフロート・ロシア航空のVitaly Savelyev(CEO)は、格安航空会社の設立を発表した。 
社名のドブロリョートという名称は、アエロフロート・ロシア航空の前身である企業が、1923年から1930年まで用いたもの。
EUによるロシアへの制裁の影響のため、Boeing-737-800機のリース契約が解除され、2014年8月4日からすべてのフライトの中断を余儀なくされている、と発表があった。オレンエアによる代替運行が予定されている。

## 就航予定路線
シェレメーチエヴォ国際空港 — シンフェローポリ国際空港 (2014年6月11日～ )

## 機材
- ボーイング737-800 2機
- スホーイ・スーパージェット100 1機